# Інститут молекулярної біології і генетики НАН України
Інститут молекулярної біології і генетики НАН України (ІМБГ НАН України) — науково-дослідна установа у галузі молекулярної біології, генетики та біотехнології в складі Національної академії наук України.

## Історія
ІМБГ НАН України створений у 1973 році на базі Сектора молекулярної біології та генетики Інституту мікробіології і вірусології ім. Д. К. Заболотного Академії наук УРСР. Сектором керував академік НАН України Сергій Гершензон. Засновниками Інституту були: Володимир Зосимович, Петро Шкварніков, Саул Серебряний, Ірина Кок та Геннадій Мацука, який став першим його директором (1973—2003).
З 2003 по 2019 рік директором інституту була академік НАН України, заслужений діяч науки і техніки Ганна Єльська. З 2019 року — директором є академік НАН України, д.б.н., проф. Михайло Тукало.

## Опис
У штаті інституту 308 осіб, з яких 238 є науковими співробітниками. У 14 наукових відділах та 7 лабораторіях ІМБГ НАН України працюють фахівці з молекулярної біології, біохімії, біофізики, мікробіології, біотехнології, хімії та генетики — 10 членів НАН України, 31 докторів наук та 131 кандидатів наук за сприяння адміністративно-управлінського апарату, редакційно-видавничого відділу, наукової бібліотеки, віварію, виробничо-допоміжного підрозділу.
Аспірантура ІМБГ налічує близько 20 аспірантів.
Рада молодих вчених ІМБГ НАН України за підтримки інституту проводить конференції молодих науковців, аспірантів та студентів з молекулярної біології і генетики.
На початку 2020-х років наукова діяльність Інституту зосереджена на вирішенні фундаментальних проблем в галузі молекулярної біології, геноміки, протеоміки та біоінженерії, біомолекулярної електроніки, біоінформатики, комп'ютерного моделювання та дизайну. Інститут є також одним з наукових центрів — лідерів в галузі біотехнології та біомедицини. Стратегія наукових досліджень спрямована на створення інноваційних розробок в соціально значущих галузях охорони здоров'я та навколишнього середовища, безпеки продуктів харчування, підвищення безпеки та обороноздатності України.
В різні роки співробітники Інституту залучалися до виконання багатьох державних науково-технічних програм, серед яких «Національна програма ліквідації наслідків Чорнобильської катастрофи і соціального захисту громадян», «Захист населення від найпоширеніших інфекційних захворювань», «Національна програма профілактики СНІДу в Україні», «Здоров'я нації», «Генні та аналітичні біотехнології», «Впровадження і застосування Грід-технологій», «Розроблення і створення сенсорних наукоємних продуктів», «Нанотехнології і наноматеріали», «Розроблення новітніх технологій створення вітчизняних лікарських засобів для забезпечення охорони здоров'я людини та задоволення потреб ветеринарної медицини», Державна програма досліджень України в Антарктиці тощо.
ІМБГ НАН України має ліцензію на провадження освітньої діяльності на третьому освітньо-науковому рівні вищої освіти для підготовки здобувачів вищої освіти ступеня доктора філософії та доктора наук за спеціальністю 091 — Біологія, якою опікується Кафедра біології Інституту. Крім того, на базі ІМБГ НАН України діє Кафедра молекулярної біології і біотехнології, спільна з Київським академічним університетом, для підготовки здобувачів освітнього ступеня «Магістр» за спеціальністю 091 — Біологія.
30 вчених установи викладають для аспірантів та студентів на Кафедрі біології ІМБГ НАН України, у Київському академічному університеті та в інших вищих навчальних закладах України.
В Інституті функціонує лабораторія «Центр колективного користуванням науковими приладами НАН України»: дослідники ІМБГ та інших наукових інститутів Академії користуються синтезатором ДНК/РНК олігонуклеотидів, сучасною ультрацентрифугою для аналізу ДНК, РНК, білків та їхніх комплексів, та іншими приладами.

### Видання
ІМБГ НАН України видає два наукові журнали: Biopolymers and Cell (категорія: А), Вісник Українського товариства генетиків і селекціонерів (категорія: Б) та періодичний збірник наукових праць «Фактори експериментальної еволюції організмів» (категорія: Б), які входять до Реєстру наукових видань України, в яких можуть публікуватися результати дисертаційних робіт на здобуття наукових ступенів доктора наук та доктора філософії. Biopolymers and Cell індексується також наукометричними базами даних: Scopus, BIOSIS Previews, Biological Abstracts, DOAJ, CrossRef, EBSCO, HINARI, Medical Journal Links. Крім того Інститут є співзасновником наукового журналу Ukrainica Bioorganica Acta.

## Структура
- Відділ регуляторних механізмів клітини

Рік заснування: 1969.
Завідувач — член-кор. НАН України, академік АМН України, д.б.н., проф. Віталій Кордюм
- Лабораторія мікробної екології

Рік заснування: 2008.
Завідувач — к.б.н., с.н.с. Козировська Н. О.
- Відділ сигнальних систем клітини

Рік заснування: 1973.
Завідувач — член-кор. НАН України, д.б.н., проф. Філоненко В. В.
- Відділ біомолекулярної електроніки

Рік заснування: 2004.
Завідувач — академік НАН України, д.б.н., проф. Олексій Солдаткін
- Відділ структурної і функціональної протеоміки

Рік заснування: 2004.
Завідувач — д.б.н., проф. Борис Негруцький
- Відділ молекулярної генетики

Рік заснування: 1978.
Завідувач —д.б.н., проф. Телегєєв Г. Д.
- Лабораторія геноміки людини Рік заснування: 2002. Завідувач — д.б.н., проф. Людмила Лівшиць

- Відділ генетики людини

Рік заснування: 1980.
Завідувач — д.б.н., проф. Лукаш Л. Л.
- Відділ молекулярної онкогенетики

Рік заснування: 1982.
Завідувач — член-кор. НАН України, д.б.н., проф. Кашуба В. І.
- Лабораторія генетики спадкових патологійРік заснування: 2018. Завідувач — к.б.н., с.н.с. Кравченко С. А.

- Відділ генетики клітинних популяцій

Рік заснування: 1989.
Завідувач — член-кор. НАН України, д.б.н., проф. Віктор Кунах
- Відділ ензимології білкового синтезу

Рік заснування: 1989.
Завідувач — академік НАН України, д.б.н., проф. Михайло Тукало
- Лабораторія інноваційних біотехнологій

Рік заснування: 2022.
Завідувач — к.б.н., с.н.с. Ткачук З. Ю.
- Лабораторія «Центр колективного користування науковими приладами»

Рік заснування: 2022.
Завідувач — к.б.н. Шаблій В. А.
- Група системної біології.

Рік заснування: 2009.
Завідувач — д.б.н., проф. Марія Оболенська
- Відділ молекулярної та квантової біофізики

Рік заснування: 1990.
Завідувач — д.х.н., с.н.с. Горб Л. Г.
- Лабораторія інструментальних методів досліджень

Рік заснування: 1973.
Завідувач — к.б.н., с.н.с. Блюм І. О.
- Відділ функціональної геноміки

Рік заснування: 1992.
Завідувач — член-кор. НАН України Алла Риндич
- Лабораторія біосинтезу нуклеїнових кислот

Рік заснування: 1983. Завідувач — к.б.н., с.н.с. Скрипкіна І. Я.
- Відділ синтетичних біорегуляторів

Рік заснування: 1998.
Завідувач — д.х.н., с.н.с. Ігор Дубей
- Відділ білкової інженерії та біоінформатики

Рік заснування: 2001.
Завідувач — член-кор. НАН України, д.б.н., проф. Олександр Корнелюк
- Відділ біомедичної хімії

Рік заснування: 2003.
Завідувач — д.х.н., проф. Сергій Ярмолюк
- Відділ науково-технічної інформації

Рік заснування: 1973.
Завідувач  — Корж О. В.
- Лабораторія менеджменту та інновацій

Рік заснування: 2022.
Завідувач — к.б.н. Іродов Д. М.

## Результати роботи
За 50 років діяльності Інституту вчені опублікували більше 6,5 тисяч наукових статей, з яких 1,5 тисячі — у найбільш впливових міжнародних наукових виданнях, таких як Science, Nature Structural & Molecular Biology, Cell, Biochemistry, Human Genetics, Human Mutation, Proteins, Nucleic Acids Research, Journal of Biological Chemistry, Biosensors & Bioelectronics та ін. Вчені Інституту зробили 2 наукові відкриття, отримали понад 350 авторських свідоцтв на винаходи і патентів. Інститутом проведено більше 200 авторитетних наукових заходів — конференцій та з'їздів.
Протягом усіх років свого існування Інститут плідно співпрацює з закордонними інститутами та університетами із більш ніж 30 зарубіжних країн, зокрема, Німеччини, Франції, США, Великої Британії, Польщі, Італії, тощо. Інститут виграв декілька проектів Рамкових програм Європейського союзу (наразі виконуються 2 проекти програми Горизонт 2020), кілька проектів CNRS, NATO, STCU, SCOPES та ін.
За підсумками державної атестації у 2020 році Інститут віднесено до першої класифікаційної групи (категорія А — установа, що має вагомі наукові і практичні результати широкого національного і міжнародного значення).
19.03.20 повідомлено, що Інститут молекулярної біології і генетики НАН України (ІМБГ НАН України) розробив тест-систему для діагностики китайського коронавірусу SARS-CoV-2, який викликає захворювання COVID-19.
Протягом 2020—2021 рр. вчені Інституту в протидії поширенню коронавірусної хвороби COVID-19 працюють за такими основними напрямами:
1. створення та виробництво тест-систем для діагностики особливо небезпечних вірусних інфекцій, викликаних SARS-CoV-2 та іншими вірусами, зокрема розроблення комбінова-них тест-систем;
2. моніторинг появи в Україні нових штамів вірусу SARS-CoV-2 шляхом секвенування;
3. комп'ютерне моделювання і пошук нових лікарських пре-паратів проти COVID-19;
4. створення вакцин на основі ДНК та РНК;
5. розроблення лікарських препаратів проти COVID-19 на основі РНК;
6. лікування хворих на пневмонію COVID-19 транспланта-цією кріоконсервованих алогенних мезенхімальних стовбуро-вих клітин (МСК)

За результатами першого в Україні конкурсу «Наука для безпеки людини та суспільства», проведеним Національним Фондом Досліджень України (НФДУ) в 2020 році, переможцями стали 6 проєктів ІМБГ НАН України:
1. Дослідження терапевтичної ефективності і безпечності нових еквівалентів дерми з включенням композиту (препарат ізатізон та цитокін EMAP II) для лікування травматичних уражень шкіри.
2. Розробка та тестування in vivo інгібіторів протеїнкінази С бета — ключового ферменту індукції нейтрофільних позаклітинних пасток (NETs) для запобігання гострого респіраторного дистрес синдрому (ARDS).
3. Комбіновані тест-системи для діагностики та аналізу експресії генів вродженого імунітету при небезпечних вірусних інфекціях.
4. Вивчення стану дихальної, серцево-судинної та імунної систем у хворих з пневмонією COVID-19 після трансплантації кріоконсервованих алогенних мезенхімальних стовбурових клітин
5. Молекулярні компоненти інвадоподій як прогностичні фактори злоякісних пухлин грудної залози людини
6. Розробка засад біотехнологічного виробництва нових гіпотензивних і протиаритмічних алкалоїдів раувольфії зміїної Rauwolfia serpentina Benth.

За результатами другого конкурсу НФДУ «Підтримка досліджень провідних та молодих учених» переможцями стали 5 проєктів ІМБГ НАН України:
1. Дослідження особливостей формування сучасних біоселективних елементів на основі наноматеріалів різної природи для електрохімічних біосенсорів та сенсорних масивів із заданими та керованими властивостями
2. Розробка комбінованої терапії важких Klebsiella pneumoniae–асоційованих нозокоміальних інфекцій для подолання їхньої антибіотикорезистентності.
3. Вплив непротеїногених аналогів лейцину на лейцин-залежні сигнальні шляхи mTORC1 у клітинах людини.
4. Встановлення особливостей структурної організації комплексу елонгації трансляції eEF1B людини.
5. Сайт-спрямований мутагенез як інноваційний підхід для дослідження механізмів виникнення та подолання резистентності Mycobacterium tuberculosis до антибіотиків.

Більшість фундаментальних і прикладних досліджень Інституту спрямовані на розвиток молекулярної медицини (біомедицини). Серед них можна відзначити: Комбіновані тест-системи для діагностики та аналізу експресії генів вродженого імунітету при особливо небезпечних вірусних інфекціях, Унікальне ранове покриття для загоєння масивних опіків, Дослідження з відновлення органів і тканин на основі МСК, Тест-системи для діагностики лейкемії крові, Діагностика спадкових захворювань, Ранозагоювальні та протиопікові гідрогелі на основі бактерійної наноцелюлози, Мультибіосенсори для аналізу основних метаболітів в біологічних зразках, Драг-дизайн (створення нових ліків), Розробка потенційних антибіотиків тощо.
Наукові здобутки вчених Інституту відзначено також Державними преміями УРСР, України у галузі науки і техніки, преміями та стипендіями Верховної Ради України та Президента України для молодих вчених, Премією Кабінету Міністрів України за особливі досягнення молоді у розбудові України, преміями НАН України імені видатних учених, орденами, медалями, почесними званнями та іншими відзнаками.
21 липня 2003 року за вагомий внесок у розвиток наукових досліджень у галузі генної інженерії і терапії, створення і впровадження новітніх біотехнологій і лікарських засобів трудовий колектив інституту було нагороджено Почесною грамотою Кабінету Міністрів України.
У 2018 році Інститут став лауреатом премії WEB OF SCIENCE AWARD UKRAINE 2018 у номінації «Найбільш продуктивна українська організація за кількістю наукових праць, опублікованих у 2008—2017 роках», галузь «Науки про життя», та того ж року отримав премію Scopus Awards Ukraine у номінації «Медичні науки».
Web of Science Award 2019. У 2019 році ІМБГ НАН України здобув нагороду «Лідер науки України 2019. Web of Science Award» у номінації «Science Influence Leader: Chemistry»: за найвище цитування робіт учених ІМБГ НАН України відносно середньосвітового рівня у період 2014—2018 рр. за даними аналітичної системи InCites.